# Messor semirufus
Messor semirufus es una especie de hormiga del género Messor, subfamilia Myrmicinae. 

## Distribución
Esta especie se encuentra en Eritrea, Irán, Líbano, Siria e Italia.